# Hokej na travi na Sveafričkim igrama
Hokej na travi na Sveafričkim igrama se održava od 1987. godine u muškoj konkureniciji i od 1995. u ženskoj konkurenciji. Odonda je bio dijelom redovnog programa izuzevši 2007. godinu kada nije održan na Igrama u Alžiru zbog toga što su nije bilo kvalitetnih objekata na kojima bi se igrali susreti.

## Muškarci
| Domaćin               | Godina | Zlato                     | Srebro                    | Bronca                    | Četvrti                   |
| --------------------- | ------ | ------------------------- | ------------------------- | ------------------------- | ------------------------- |
| Brazzaville, R. Kongo | 2015.  | (prvi)                    | (drugi)                   | (treći)                   | (četvrti)                 |
| Maputo, Mozambik      | 2011.  | nije bio u programu igara | nije bio u programu igara | nije bio u programu igara | nije bio u programu igara |
| Alžir, Alžir          | 2007.  | nije bio u programu igara | nije bio u programu igara | nije bio u programu igara | nije bio u programu igara |
| Abuja, Nigerija       | 2003.  | Egipat                    | JAR                       | Gana                      | Nigerija                  |
| Johannesburg, JAR     | 1999.  | JAR                       | Egipat                    | Kenija                    | Zimbabve                  |
| Harare, Zimbabve      | 1995.  | JAR                       | Egipat                    | Kenija                    | Zimbabve                  |
| Kairo, Egipat         | 1991.  | Egipat                    | Kenija                    | Zimbabve                  | Gana                      |
| Nairobi, Kenija       | 1987.  | Kenija                    | Zimbabve                  | Nigerija                  | Egipat                    |

## Odličja po momčadima
Po stanju nakon Sveafričkih igara 2011.
| Država   | Zlato | Srebro | Bronca | Ukupno |
| -------- | ----- | ------ | ------ | ------ |
| Egipat   | 2     | 2      | 0      | 4      |
| JAR      | 2     | 1      | 0      | 3      |
| Kenija   | 1     | 1      | 2      | 4      |
| Zimbabve | 0     | 1      | 1      | 2      |
| Gana     | 0     | 0      | 1      | 1      |
| Nigerija | 0     | 0      | 1      | 1      |

## Žene
| Domaćin               | Godina | Zlato                     | Srebro                    | Bronca                    | Četvrti                   |
| --------------------- | ------ | ------------------------- | ------------------------- | ------------------------- | ------------------------- |
| Brazzaville, R. Kongo | 2015.  | (prvi)                    | (drugi)                   | (treći)                   | (četvrti)                 |
| Maputo, Mozambik      | 2011.  | nije bio u programu igara | nije bio u programu igara | nije bio u programu igara | nije bio u programu igara |
| Alžir, Alžir          | 2007.  | nije bio u programu igara | nije bio u programu igara | nije bio u programu igara | nije bio u programu igara |
| Abuja, Nigerija       | 2003.  | JAR                       | Nigerija                  | Gana                      | Kenija                    |
| Johannesburg, JAR     | 1999.  | JAR                       | Zimbabve                  | Kenija                    | Namibija                  |
| Bulawayo, Zimbabve    | 1995.  | JAR                       | Zimbabve                  | Kenija                    | Namibija                  |

## Odličja po djevojčadima
Po stanju nakon Sveafričkih igara 2011.
| Država   | Zlato | Srebro | Bronca | Ukupno |
| -------- | ----- | ------ | ------ | ------ |
| JAR      | 3     | 0      | 0      | 3      |
| Zimbabve | 0     | 2      | 0      | 2      |
| Nigerija | 0     | 1      | 0      | 1      |
| Kenija   | 0     | 0      | 2      | 2      |
| Gana     | 0     | 0      | 1      | 1      |